# Војводство Србија и Тамишки Банат
Војводство Србија и Тамишки Банат је бивша крунска земаља (круновина) Аустријског царства, која је постојала између 1849. и 1861. године. Војводство се простирало на ширем подручју Баната, Бачке и Срема, а формирано је на тековинама Српске Војводине (1848—1849). Војводством је владао аустријски цар, који је носио титулу великог војводе. Подручје овог војводства је данас подељено између Србије, Румуније, Мађарске и Хрватске.
Оснивањем овог војводства остварене су неке специфичне одредбе из ранијих привилегија, које је цар Леополд I дао Србима 1691. године, а које су признавале право Срба на аутономну територију у оквиру Хабзбуршке монархије.

## Називи војводства и службени језици
На територији овог војводства је у службеној употреби првобитно био немачки језик, да би касније, поред немачког, били уведени и илирски (српски и хрватски), мађарски и румунски. Писма у службеној употреби била су готица, латиница и ћирилица. За ово војводство се користило неколико службених назива: Војводство Србија и Тамишки Банат (Woiwodschaft Serbien und Temescher Banat), Војводство Србије и Тамишког Баната (Woiwodschaft von Serbien und Temeser Banat), Српска Војводина и Тамишки Банат (Die serbische Wojwodschaft und das temeser Banat), Српско Војводство и Тамишки Банат (Serbische Wojwodschaft und Temeser Banat), Српско Војводство с Тамишким Банатом (Serbische Wojwodschaft mit Temeser Banat).
У незваничној употреби појављивали су се и називи: Тамишки Банат и Српско Војводство, Српско Војводство, Српска Војводина, Војводство Србија, или скраћено: Војводство, Војводина.

## Историја
Стварањем првобитне Српске Војводине (1848), покренут је процес решавања српског питања у тадашњем Аустријском царству, а један од главних циљева српског покрета огледао се у борби за озваничење српске политичке и територијалне аутономије.
Царским патентом од 4. марта 1849. године, којим је извршено уставно преуређење Аустријског царства, било је предвиђено стварање посебне административне јединице под називом: Војводина Србија, а иста одредба (члан 72.) је прописивала и могућност удруживања те покрајине са другим круновинама.
На реализацију поменуте одредбе чекало се неколико месеци, а за то време су вођени интензивни преговори између српских првака и бечког двора.
Царским патентом од 18. новембра 1849. године, формирано је Војводство Србија и Тамишки Банат, које је обухватало делове Срема (румски и илочки срез), Бачке и Баната, у којима су Срби били у већини, али јој је прикључио и источни Банат са румунском већином, тако да је њен етнички састав био веома сложен.
Аустријски цар Франц Јозеф је за себе узео титулу Велики војвода Војводства Србије (Grosswojwod der Wojwodschaft Serbien), а војводство је било потчињено директно Бечу. Самом круновином је управљао гувернер (подвојвода), којег је, као свог намесника, постављао цар (велики војвода), а седиште овог гувернера се налазило у Темишвару. Чак и пошто је Војводство Србија укинуто (1860. године), Фрањо Јосиф I је задржао ову титулу, а исту је носио и његов наследник, цар Карло I, све до 1918. године, када се хабзбуршко царство распало. Војводство је служило за узор ономе што су хтели и други народи хабзбуршке монархије који нису имали своје одвојене територије (на пример Словаци).
Иако су српски прваци захтевали да у састав Војводства уђу и граничарске области, новостворена покрајина обухватала је само провинцијалне делове Срема, Баната и Бачке, без војно-крајишких територија. Већ крајем 1849. године, аустријске државне и војне власти донеле су одлуку о стварању обједињене Банатско-српске војне крајине, која је озваничена царевим патентом од 7. маја 1850. године, а која је поред дотадашње Банатске војне крајне обухватила и Петроварадинску регименту у Срему, као и Шајкашки батаљон у Бачкој. Тиме је српски народ у граничарским областима и дефинитивно остао изван новоствореног Војводства.
Срби су били незадовољни таквим Војводством, а нарочито су били погођени патријарх Јосиф Рајачић и конзервативни кругови заједно са својом политиком ослонца на Беч, те је њихов углед нагло опадао. На делу је била германизација, полицијска присмотра, свуда се налазила војска, било је забрањено студирање у Прагу, итд. Већина грађанских и војних заповедника били су Немци, док су Срби, Румуни и Мађари добијали ниже положаје. Срби су добили десет пута више службеничких места него у претходном систему. Значајнији Срби који су обављали службу у војводству били су Исидор Николић, Јован Хаџић, Теодор Мандић, Ђорђе Стојаковић, Ђорђе Натошевић и други.
У почетку је подвојвода био Мајерхофер, кога 1851. године замењује гроф Коронини који контролише и Војводство и некадашњу Војну границу. 1851. године, Војводство је подељено на 5 округа, који су се делили на срезове, а ови на општине. Војводство добија и врховни суд у Темишвару.
Месни органи били су у свему потчињени Министру унутрашњих послова у Бечу. Сви виши чиновници били су Немци или понемчени Чеси. Срби су у администрацији имали више чиновника него раније, али њихово учешће није било онолико колико су желели. Од 1849. године, порез плаћају сви, а постоји и једнакост пред судовима, феудални апарат је замењен грађанско-административним. Започиње индустријализација, а владају начела слободне привреде. Српско грађанство се није најбоље снашло. Смањује се непријатељство према Мађарима, а повећава према Немцима. Са Румунима су односи и даље лоши због спорења око црквене власти.
За време Кримског рата Срби су живнули због наде за ослобођењем. Када је 1859. године дошло до аустријског пораза у Италији сви су се понадали бољем: сељаци смањењу пореза, грађанство затварању границе према Аустрији, итд. Кнез Михаило се залаже за сарадњу са Мађарима, док једино још Црква остаје за династију. Као акт аустријског попуштања именован је за подвојводу Јосип Шокчевић, а немачки језик је одстрањен из гимназија. Да би повратио свој углед, патријарх Јосиф Рајачић поставља захтеве. Следи реакција централне власти из Беча: нови гувернер је Сен-Кантен, масовна хапшења, забрана тробојки, народних ношњи, итд.
Већ у „Октобарској дипломи” нема нигде ни речи о Војводству и Србима. Да би задовољио претензије Мађара, који су били на ивици да започну нову побуну, цар је 27. децембра 1860. године донео одлуку о укидању Војводства Србије и Тамишког Баната, на велику радост Мађара и Немаца, а огорчење Срба и Румуна (Светозар Милетић, «На Туцин-дан 1860.»), што доноси још веће разочарање у царску политику.
Анексију територије Војводства Србије и Тамишког Баната, без икаквог отпора, извршила је Угарска 31. децембра 1860, с тим да су Румски и Илочки срез припали Хрватској. Преостало је само још да се изврши предаја администрације, што је Царском одлуком од 26. јануара предвиђено за 1. фебруар. Ипак, предаја послова Намесништва Војводства Србије и Тамишког Баната Угарском намесничком већу је започела 2. фебруара 1861, чиме је ова круновина у потпуности престала да постоји. За утеху је цар Србима обећао очување верског, националног и језичког развитка у складу са привилегијама.
Након укидања Војводства, суседна Банатско-српска војна крајина преостала је као једина административна област у Аустријској царевини која је у свом званичном називу носила и српско име, све до свог развојачења 1873. године.

## Етнички састав
Иако у почетку Срби нису били најбројнији народ у Војводству (од њих су били бројнији Румуни), у време укидања Војводства (1860. године) најбројнији народ у круновини били су Срби.

### Попис 1846. године
Године 1846, етнички састав територија које ће касније ући у састав Војводства Србије био је следећи:
- Власи (Румуни) = 417.000
- Срби = 402.000
- Немци = 352.000
- Мађари = 233.000
- Словаци = 27.000
- Бугари = 24.000
- Јевреји = 16.000
- Роми = 12.000
- Русини = 7.000
- Хрвати = 3.000
- Грци = 3.000

### Попис 1850.
Према попису из 1850, етнички састав круновине био је следећи:
- Срби, Буњевци, Шокци и Хрвати = 386.906
  - Срби = 321.110
  - Буњевци и Шокци = 62.936
  - Хрвати = 2.860
- Румуни = 347.459
- Немци = 335.080
- Мађари = 221.845
- Русини = 39.914
- Словаци = 25.607
- Бугари = 22.780
- Јевреји = 15.507
- Роми = 11.440
- Чеси = 7.530
- Грци и Цинцари = 2.820

Према другом извору, круновина је 1850–1851. године бројала 1.426.221 становника, од чега:
- 397.459 (27,87%) Румуна
- 335.080 (23,49%) Немаца
- 321.110 (22,52%) Срба
- 221.845 (15,56%) Мађара

### Подаци из 1860. године
Године 1860, у Војводству је живело 1.525.523 становника, од којих:
- 432.523 Срба
- 414.490 Румуна
- 396.156 Немаца
- 256.164 Мађара

Извор: Др Миленко Палић, Срби у Мађарској — Угарској до 1918, Нови Сад, 1995, стр. 285.

## Религија

### 1850. година
Године 1850, у круновини је живело 1.426.221 становника, од чега:
- Православци = 694.029 (48,66%)
- Католици = 624.839 (43,81%)
- Лутеранци = 51.724 (3,63%)
- Реформисти = 26.621 (1,87%)
- Јевреји = 16.252 (1,14%)
- Гркокатолици и Јерменски Католици = 12.756 (0,89%)

### 1857. година
Године 1857, у круновини је живело 1.526.105 становника, од чега:
- Католици = 698.189 (45,75%)
- Православци = 691.828 (45,33%)
- Лутеранци = 56.871 (3,73%)
- Реформисти = 29.281 (1,92%)
- Гркокатолици и Јерменски Католици = 26.244 (1,72%)
- Јевреји = 23.203 (1,52%)
- остали = 489 (0,03%)

## Управа
Године 1849. у војводству је формирана привремена Земаљска управа, која је 1851. замењена Земаљском владом. Владу су чинили намеснички саветници, секретари, записничари, пристави и остали службеници. 1853. године, Земаљска влада је прерасла у Намесништво. У надлежност Намесништва стављени су послови политичке и полицијске управе, вера и просвете, трговине и занатства, грађевинарства и културе. Намесништво су чинили Председништво и више одељења.
У почетку је круновина била подељена на три управна округа:
1. Бачко-торонталски
2. Темишварско-крашовски
3. Сремски

Касније, круновина је подељена на пет управних округа:
1. Лугошки (1850. године, овај округ је бројао 229.363 становника, од којих: 197.363 Румуна, 21.179 Немаца, 8.305 Бугара, 1.505 Мађара, 612 Срба, итд)
2. Темишварски (1850. године, овај округ је бројао 316.565 становника, од којих: 159.292 Румуна, 101.339 Немаца, 34.263 Срба, 12.412 Мађара, 3.664 Бугара, 2.307 Шокаца, 1.650 Словака, итд)
3. Бечкеречки (1850. године, овај округ је бројао 388.704 становника, од којих: 126.730 Немаца, 124.111 Срба, 60.781 Мађара, 58.292 Румуна, 11.045 Бугара, 3.752 Хрвата, 2.562 Словака, 1.421 Јевреја, итд)
4. Новосадски (1850. године, овај округ је бројао 236.943 становника, од којих: 100.382 Срба, 45.936 Немаца, 30.450 Мађара, 20.683 Словака, 13.665 Шокаца, 2.098 Јевреја, итд)
5. Сомборски (1850. године, овај округ је бројао 376.366 становника, од којих: 160.016 Мађара, 103.886 Немаца, 53.908 Буњеваца, 40.054 Срба, 7.830 Јевреја, итд)

- Окрузи Војводства Србије и Тамишког Баната (1849–1852)
- Окрузи Војводства Србије и Тамишког Баната (1853–1861)

## Култура
Главни листови у круновини су:
- 1. „Србски дневник” Данила Медаковића, који окупља либерално-демократско грађанство, антиклерикалце, али и проруски оријентисане грађане и обреновићевце.
- 2. „Световид” — конзервативци и клерикалци, карађорђевићевци. Заједничко им је само величање Црне Горе.

## Владари
Велике војводе: 
- Франц Јозеф I, цар Аустрије и велики војвода Војводства Србије (1849–1916)
- Карло I, цар Аустрије и велики војвода Војводства Србије (1916–1918)

Напомена: иако је круновина укинута 1860. године, цар Франц Јозеф је задржао титулу великог војводе до своје смрти 1916. године, а ову титулу је наследио и последњи хабзбуршки цар, Карл I.
Управници:
- Фердинанд Мајерхофер, привремени земаљски шеф (1849–1851)
- Јохан Коронини-Кронберг, војни и цивилни намесник (1851–1859)
- Јосип Шокчевић, намесник и командни генерал (1859–1860)
- Карл Виго де Сен-Кантен, намесник и командни генерал (1860)
- Александер Менздорф Пуљи, царски комесар и командни генерал (1860)

Од Срба, високе положаје намесничких саветника имали су Павле Петровић (царски комесар), Евгеније Радишић и Теодор Мандић.